# Pineda de la Sierra
Pineda de la Sierra település Spanyolországban, Burgos tartományban. Pineda de la Sierra Ibeas de Juarros, Villasur de Herreros, Rábanos, Valmala, Santa Cruz del Valle Urbión, Barbadillo de Herreros, Riocavado de la Sierra, San Millán de Lara, Tinieblas de la Sierra és Villamiel de la Sierra községekkel határos. Lakosainak száma 94 fő (2024).

## Népesség
A település népessége az utóbbi években az alábbiak szerint változott:
| Lakosok száma | 128  | 127  | 121  | 113  | 104  | 95   | 102  | 106  | 99   | 94   |
|               | 2001 | 2004 | 2006 | 2009 | 2011 | 2014 | 2016 | 2019 | 2021 | 2024 |